# Općinska A nogometna liga Ludbreg 1980./81.
"Općinska A nogometna liga Ludbreg" za sezonu 1980./81. je bila prvi stupanj općinske lige ONS Ludbreg, te liga sedmog stupnja nogometnog prvenstva Jugoslavije. 
 
Sudjelovalo je 12 klubova, a prvak je bio "Dinamo" iz Vrbanovca. 

## Ljestvica
| mj. | klub                    | ut. | pob. | ner. | por. | gol+ | gol- | bod |
| --- | ----------------------- | --- | ---- | ---- | ---- | ---- | ---- | --- |
| 1.  | Dinamo Vrbanovec        | 22  | 17   | 2    | 3    | 97   | 31   | 36  |
| 2.  | Drava Sveti Đurđ        | 22  | 18   | 0    | 4    | 74   | 37   | 36  |
| 3.  | Podravac Sesvete        | 22  | 14   | 3    | 5    | 70   | 34   | 31  |
| 4.  | Partizan Veliki Bukovec | 22  | 10   | 3    | 9    | 53   | 54   | 23  |
| 5.  | Podravka Struga         | 22  | 8    | 6    | 0    | 42   | 58   | 22  |
| 6.  | Polet Martijanec        | 22  | 7    | 6    | 9    | 45   | 43   | 20  |
| 7.  | Dinamo Apatija          | 22  | 8    | 3    | 11   | 48   | 47   | 19  |
| 8.  | Mladost Sveti Petar     | 22  | 6    | 7    | 9    | 41   | 42   | 19  |
| 9.  | Gora Globočec           | 22  | 5    | 7    | 10   | 48   | 65   | 17  |
| 10. | Omladinac Madaraševac   | 22  | 5    | 6    | 11   | 47   | 67   | 16  |
| 11. | Radnički Hrženica       | 22  | 5    | 4    | 13   | 31   | 67   | 14  |
| 12. | Partizan Poljanec       | 22  | 4    | 3    | 15   | 33   | 60   | 11  |

## Rezultatska križaljka
| kratica | klub                    | DINA | DINV | DRA | GORA | MLA | OML | PARP | PARVB | PODA | PODK | POL | RAD |
| --- | ----------------------- | ---- | ---- | --- | ---- | --- | --- | ---- | ----- | ---- | ---- | --- | --- |
| DINA | Dinamo Apatija          |      |      |     |      |     |     |      |       |      |      |     |     |
| DINV | Dinamo Vrbanovec        |      |      |     |      |     |     |      |       |      |      |     |     |
| DRA | Drava Sveti Đurđ        |      |      |     |      |     |     |      |       |      |      |     |     |
| GORA | Gora Globočec           |      |      |     |      |     |     |      |       |      |      |     |     |
| MLA | Mladost Sveti Petar     |      |      |     |      |     |     |      |       |      |      |     |     |
| OML | Omladinac Madaraševac   |      |      |     |      |     |     |      |       |      |      |     |     |
| PARP | Partizan Poljanec       |      |      |     |      |     |     |      |       |      |      |     |     |
| PARVB | Partizan Veliki Bukovec |      |      |     |      |     |     |      |       |      |      |     |     |
| PODA | Podravac Sesvete        |      |      |     |      |     |     |      |       |      |      |     |     |
| PODK | Podravka Struga         |      |      |     |      |     |     |      |       |      |      |     |     |
| POL | Polet Martijanec        |      |      |     |      |     |     |      |       |      |      |     |     |
| RAD | Radnički Hrženica       |      |      |     |      |     |     |      |       |      |      |     |     |
| |                         |      |      |     |      |     |     |      |       |      |      |     |     |
| podebljan rezultat - utakmice od 1. do 11. kola (1. utakmica između klubova) rezultat normalne debljine - utakmice od 12. do 22. kola (2. utakmica između klubova) rezultat nakošen - nije vidljiv redoslijed odigravanja međusobnih utakmica iz dostupnih izvora rezultat smanjen * - iz dostupnih izvora nije uočljiv domaćin susreta prekrižen rezultat - poništena ili brisana utakmica p - utakmica prekinuta 3:0 p.f. / 0:3 p.f. - rezultat 3:0 bez borbe |                         |      |      |     |      |     |     |      |       |      |      |     |     |

 Izvori:

## Unutarnje poveznice
- Općinska B liga Ludbreg 1980./81.
- Međuopćinska liga Varaždin 1980./81.